# Ширлі Вільямс
Ширлі Вівіан Тереза Бріттен Вільямс (англ. Shirley Vivian Teresa Brittain Williams, до шлюбу Кетлін; 27 липня 1930, Челсі, Лондон — 12 квітня 2021) — британська політикиня, міністерка в урядах Гарольда Вільсона і Джеймса Каллагана. У 1981 р. залишила Лейбористську партію, заснувавши з трьома іншими лейбористами Соціал-демократичну партію (з 1988 р. — Ліберальні демократи).

## Життєпис
Донька політолога і філософа сера Джорджа Кетліна і письменниці Віри Бріттен. Отримавши освіту в Оксфорді (Соммервільському коледжі), почала кар'єру як журналістка. Отримала стипендію Фулбрайта і навчалася в Колумбійському університеті. Була одружена двічі — з 1955 по 1974 рр. з сером Бернардом Вільямсом, з 1987 з Річардом Нойштадтом (помер у 2003 р.).
У 1964 р. Ширлі Вільямс була обрана до парламенту. У 1966 р. вона стала парламентською секретаркою міністра будівництва і місцевого самоврядування. У 1967 році призначена державною міністеркою в Міністерстві освіти і науки. З 1969 по 1970 рр. була державною міністеркою в Міністерстві внутрішніх справ. З 1971 по 1973 рр. Вільямс була міністром внутрішніх справ у тіньовому уряді лейбористів. Після перемоги лейбористів на виборах у 1974 р. вона отримала портфель міністерки з питань цін і захисту споживачів. У 1976 р. він стала генеральним скарбником і міністтеркою освіти і науки.
У 1979 р. Вільямс програла вибори до парламенту. У 1981 р. вона разом з іншими представниками правого крила Лейбористської партії, Роєм Дженкінс, Девідом Оуеном і Біллом Роджерсом, вийшла з партії і заснувала Соціал-демократичну партію. У тому ж році вона виграла довибори до парламенту, була головою соціал-демократів. У 1983 р. програла вибори до парламенту, без успіху брала участь у виборах у 1987 р.
Вільямс викладала у Гарвардському університеті з 1988 по 1993 рр. У 1993 р. вона отримала титул пожиттєвого пера. З 2001 по 2004 рр. вона була лідеркою ліберал-демократів у Палаті лордів. У червні 2007 р. вона стала радницею прем'єр-міністра Гордона Брауна з питань розповсюдження ядерної зброї.